# Унгельтеры
Унгельтеры, Унгельтеры фон Дайзенхаузен (нем. Ungelter von Deissenhausen) — немецкий дворянский и патрицианский род из Ульма, относился к имперскому рыцарству Швабии.

## История
Унгельтеры фон Дайзенхаузен происходят из старинного ульмского патрицианского рода, который принадлежал к рыцарскому сословию ещё в XIV веке. В 1386 году в документах упоминается Вильгельм Унгельтер фон Теуссенхаузен, который построил себе и своим родным погребальную часовню в бывшей доминиканской церкви Святой Троицы в Ульме. С 1476 по 1489 год Вальтер фон Унгельтер был бургфогтом Хельфенштейна. В 1487 году Ганс Унгельтер принял участие в турнире в Нюрнбергском рейхстаге.
В последние десятилетия XV в. и особенно в XVI в. вместе с иными южнонемецкими торговыми фирмами — Фуггерами, Гохипеттерами, Розенбергами, и др. начали осваивать австрийскую горную и металлургическую промышленность.
10 мая 1562 года император Фердинанд I возвысил императорского советника Кристофа Унгельтера до фрайгерра.
Ульмская ветвь рода вымерла в 1671 году. В XIX веке представители в Баварии и Вюртемберге имели статус фрайгерра
Унгельтеры владели Дайзенхаузеном, Эрбисхофеном и Вальдштеттеном в качестве австрийских феодальных владений, а также свободной имперской рыцарской мызой Нидерштотцинген, из-за чего семейство было включено в состав имперского рыцарства швабского рыцарского кантона Донау.